# اچ‌ام‌اس اینگلیس (کی۵۷۰)
اچ‌ام‌اس اینگلیس (کی۵۷۰) (به انگلیسی: HMS Inglis (K570)) یک کشتی است. این کشتی در سال ۱۹۴۳ ساخته شد.